# 里奥鲁菲努
里奥鲁菲努是巴西圣卡塔琳娜州的一个市镇。总面积282.569平方公里，总人口2748人，人口密度9.7人/平方公里。